# Bussa
Bussa fou una ciutat capital de la regió nord de Borgu i de l'emirat de Bussa, a Nigèria; era el punt més llunyà fins on era navegable el riu Níger, just sota els ràpids. La ciutat fou coberta per les aigües del Kainji Lake, un embassament creat el 1968. La població fou recol·locada a una població creada nova anomenada New Bussa.